# Istorija navigacije
Istorija navigacije je hronološki prikaz razvoja navigacije, kao nauke i veštine vođenja broda, vazduhoplova i drugih objekata sa jedne na drugu lokaciju na Zemlji, vodenim i vazdušni, putevima, kroz atmosferu zemlje i kroz kosmos, od praistorije do današnjih dana.
Pitanje koja je čovek kroz istoriju svakodnevno postavljao, a da toga niije uvek bio svestan bila su; gde se ternutno nalazi, kojim putem da se kreće ili gde se nalazi ona lokacija koju traži. Da i ne govorimo o onim profesijama koje zahtevaju poznavanje tačnih lokacija (koordinata) određene lokacije (vojska, policija, vatrogasci, piloti, kosmonauti, moreplovci i drugi). Sredstva i načini za rešavanje tih zadataka zavisio je od stepena razvoja nauke i tehnike, pa je razvoj navigacije usko povezan sa mnogim dostignućima astronomije, matematike, hidrografije i tehnike.
Tako je odgovor na sva pitanja iz oblasti orijentacije u prostoru pomoću navigacije, čovek dobio tek posle dugotrajnog (viševekovnog) razvoja nauke i tehnike, počev od najjednostavnijih navigacionih veština i sistema pa sve do složenih GPS sistema (koji su zahtevali određen nivo razvoja elektonike), koji mu je omogućio da utvrdi poziciju nekog objekta koji se nalazi bilo gde na Zemljinoj kugli sa preciznošću od 1 cm.

## Prvi počeci navigacije-praistorija
Još od začetaka razvoja ljudskog društva jedan od osnovnih problema sa kojima su se naši prapreci susretali je bio kako da istraže nove prostore, kako da zapamte gde su bili, kojim putem su se kretali, kako da se vrate na mesto sa koga su krenuli i, što je bilo još teže, kako da objasne drugima gde se nalazi neko mesto, lovište, drveće sa sočnim plodovima i slično.
Pošto je ovaj period prekriven velom „istorijske tame“, o njemu se govori samo na osnovu hipotetičkih pretpostavki, koje imaju za cilj da na neki način prikažu i taj period navigacije kroz ljudsku istoriju.
U pristorijskom periodu kod pračoveka nisu postojali pojmovi levo ili desno, Istok ili Zapad, već samo „tamo“, „gore“ i „dole“ koji su najčešće bili praćeni pokazivanjem ruke. Zbog bezbednosti, ali i zbog jednostavnije orijentacije u prostoru, tadašnji čovek se nastanjivao uglavnom na izdignutim lokacijama koje su imale neku vrstu zaleđa ili zaklona, obično uz neku reku ili izvorište vode kako bi tokom kretanja po ravnici sa nje mogao da vidi naseobinu svoga plemena. Lovci su uvek išli u grupama i gotovo nikada nisu prelazili granicu horizonta koja se mogla videti iz same naseobine. Kada bi se životni uslovi promenili i nestalo vode ili životinja koje bi lovili, celokupna plemenska zajednica je kretala u potragu za novim staništem. Pri toj selidbi, koristili su se najjednostavnijim načinom orijentacije po zemlji, praćenjem toka reke (uzvodno i nizvodno), znajući pri tome da ako izgube kontakt sa vodom teško će je ili nikako pronaći, što bi za posledicu imalo pomor čitavog plemena.
Prošlo je mnogo vremena dok pračovek nije počeo da uočava i pamti određene karakteristične tačke oko sebe kao što su stena određenog oblika i boje, veliko nakrivljeno baobab drvo ili vodopad. Taj momenat je predstavljao prelomnu tačku u razvoju plemenske zajednice. Od tada su lovci koji su išli u potragu za plenom mogli da zapamte kuda da idu sledeći put da bi naišli na pašnjak gde se svakodnevno napasa krdo bivola ili na stabla hlebnog drveta. Oni koji su već bili negde, svoje iskustvo su mogli da prenesu mlađima vodeći ih sa sobom ponovo na ista mesta dok oni i sami ne bi zapamtili kako dotle da dođu i kako da se odatle bezbedno vrate. Ovaj veliki napredak u čovekovoj orijentaciji u prostoru doveo je do toga da se samo pleme nije moralo seliti sa svoje lokacije samo zato što je nestalo hrane u njihovoj najbližoj okolini. Lovci su se sada udaljavali i daleko od svojih "kuća" u potrazi za hranom, ipak vodeći računa da se neizostavno vrate pre mraka. Naseobine su zbog dužeg zadržavanja na istom mestu postajale sve solidnije i pružale sve veću zaštitu njenim stanovnicima.
Ipak, mnogo vode je proteklo kroz nepregledne doline tadašnjeg afričkog kontinenta dok čovek, koji je u međuvremenu savladao tajnu vatre, nije počeo da obraća pažnju na položaj Sunca i dok to nije doveo u vezu, ne samo sa dobom dana, već i sa svojim položajem u prostoru - nažalost u to vreme na potpuno pogrešan način. Mnogi su svoje kosti rasuli po pra-lovištima oslanjajući se na to da je njihovo selo "tamo gde Sunce zalazi". Bio je neograničeno veliki problem da se shvati da se kretanjem bočno u odnosu na Istok i Zapad menja i "mesto" izlaska ili zalaska Sunca. Proćiće još mnogo milenijuma do sledećeg koraka ka progresu, ali tada vreme ionako nije značilo ništa.

## Stari vek
Za razliku od perioda praistorije o kome se ne zna gotovo ništa, i za koji možemo reći da je mogao imati samo rudimentarne elemente orijentacije u prostoru, u starom veku već možemo govoriti o prvim oblicima navigacije. Navigacija je reč nastala od reči navis (brod) i agare (kretati se) i predstavlja veštinu vođenja vozila, broda ili vazduhoplova sa jedne tačke Zemlje na drugu kopnenim, vodenim ili vazdušnim putem. U novije vreme se pod navigacijom podrazumeva i upravljanje vasionskog broda kroz vasionski prostor. Osnovni zadaci navigacije su određivanje sopstvene pozicije, pozicije mesta na koje želimo da stignemo, udaljenosti od naše pozicije do mesta na koje želimo da stignemo i kursa, odnosno pravca kretanja ka mestu na koje želimo da stignemo.
O razvoju navigacije u starom veku se zna vrlo malo. Najstariji način navigacije je podrazumevao plovidbu po danu i u uslovima dobre vidljivosti od rta do rta u vidokrugu kopna. Od navigacijskih pomoćnih sredstava koristio se samo ručni dubinomer, koji je imao dva pojavna oblika. To je bila ili dugačka drvena motka sa obeleženim podeocima ili kamen vezan na kraju kanapa koji je imao čvorove na određenom rastojanju koji su predstavljali podeoke.
Plovidbu noću i orijentaciju prema zvezdama opisuje oko 15. veka pre nove ere Homer u Odiseji. Veština vođenja brodova je u starom veku bila najrazvijenija kod Feničana, u prvom redu sudeći po njihovim trgovačkim lukama u 19. veku pre nove ere i van Sredozemnog mora. Grčki filozof Tales iz Mileta je oko 600. godine pre nove ere napisao udžbenik o primeni astronomije u navigaciji, koji, na žalost, nije sačuvan. Iz 5. veka pre nove ere sačuvana su grčka pismena uputstva za plovidbu (peljar) po kojima se vodila navigacija. Grci su prevaljeni put i udaljenost merili u stadijama (oko 1/10 Milje). Uz obalu su se orijentisali uz pomoć markantnih prirodnih i veštačkih objekata na kopnu kao što su bili svetionici, hramovi, i slično, a na otvorenom moru su se orijentisali prema nebeskim telima u vedrim noćima i prema vetrovima. Redovnost monsuna na Indijskom okeanu navela je grčkog pomorca Hipala da u 1. veku pre nove ere plovi pod vetrom pravo iz Arabije za Indiju.

## Srednji vek
Naučne metode navigacije preneli su u zapadnu Evropu Arabljani, u čijim se školama u 12. veku u Španiji učila i primena astronomije u navigaciji. U drugoj polovini 12. veka konstruisani su instrumenti kojima se moglo odrediti zvezdano vreme i položaj Severnjače u odnosu na nebeski pol, a time i geografska širina na moru. To su bili astrolab i pomoćni instrument nocturnal.
Pronalazak kompasa i njegova primena na brodu, korišćenje pomorskih karti i napredak u brodogradnji u XIV veku, a naročito uvođenje kormila na krmi broda, doveli su do veće sigurnosti i pouzdanosti pri vođenju broda uz obalu, a uz korišćenje astrolaba i na otvorenom moru. Najcenjeniji i najveštiji navigatori toga toba su bili pomorci iz italijanskih primorskih gradova, naročito Venecije i Đenove, a na severu pomorci Hanze. Venecijanci su upotrebljavali posebne tablice nazvane martologio, slične tablicama za zbrajanje kurseva, kojima su izračunavali približnu poziciju brodova na otvorenom moru (zbrojenu poziciju) nakon jedrenja od poznate polazne pozicije. Prevaljeni put u pojedinim kursevima su računali pomoću peščanog časovnika i brzine broda, procenjene odoka.
Centar unapređenja navigacije postala je početkom 15. veka Portugalija. Tome je najviše doprineo Henrik Moreplovac koji je sistematizovao celokupno tadašnje znanje o navigaciji. Godine 1483. u Portugaliji je formirana posebna komisija za navigaciju, koja je sastavila tablicu deklinacija Sunca, podesnu za izračunavanje geografske širine pomoću visine Sunca u meridijanu, i koja je poboljšala konstrukciju i preciznost astrolaba. U to vreme, za pomorce su za navigaciju bile najpodesnije efemeride koje je proračunao Johan Miler Regiomontanus za period od 1470. do 1507. godine. Njima su se koristili istraživači Vasko da Gama, Kristifor Kolumbo, Amerigo Vespuči, Bartolomeu Dijas i drugi istraživači tog vremena. Međutim, zbog niskog stepena obrazovanja većine navigatora, efemeridama su se koristili jedino obrazovani pomorci. Zato je bio čest slučaj da su na brodove ukrcavani astronomi i kosmografi (geografi).
Navigacija preko okeana je oko 1500. godine još uvek bila na niskom stupnju razvoja. Geografska širina se određivala pomoću položaja Severnjače (samo na severnoj hemisferi) ili Sunca. Taj način primenjivao je i Kolumbo koji je prvi proverio vrednost određivanja geografske širine merenjem visine Sunca u meridijanu. Za tu metodu dobijanja geografske širine postojale su tablice deklinacija Sunca i odgovarajuća uputstva. Greške u određivanju geografske širine po ovoj metodi na brodu su pri povoljnim uslovima iznosile 1º - 2º , a pri lošijim vremenskim prilikama i 4º - 5º pa i više. Određivanje geografske dužine je bilo znatno teže. Iako su astronomima odavno bile bile poznate metode utvrđivanja geografske dužine pomoću pomračenja Sunca i Meseca i udaljenosti Meseca od ostalih nebeskih tela, one nisu našle praktičnu primenu u navigaciji zbog nepoznavanja tačnog položaja Meseca i zvezda i nedovoljno preciznih mernih instrumenata kakvi su bili astrolab, 'Jakovljev štap i kvadrant. Rešenje problema utvrđivanja geografske dužine postalo je naročito aktuelno posle bule pape Aleksandra Rodriga Bordžije VI kojom je čitav svet podeljen na špansku i portugalsku interesnu sferu i to meridijanom 48º 30' W (otprilike sredinom Atlanskog okeana) čime je geografska dužina te demarkacione linije bila odlučujuća za vlasništvo nad svakom novootkrivenom zemljom.

## Novi vek
Unapređenje navigacije u 16. veku podstiču sve pomorske države, a naročito Španija, Portugalija i Engleska. U Španiji su uvedeni kursevi za navigaciju i ispiti za pilote i zvanje upravnika, odnosno nadzornika navigacione službe i nastave (piloto mayor). Po izumu štampe objavljeno je niz priručnika i udžbenika iz navigacije na svim za pomorce važnijim jezicima. U priručniku, koji je oko 1509. godine napisao nepoznati Portugalac pod naslovom Regimento do astrolabio e do quadrante, obuhvaćeno je u sažetom i za pomorce u najpotrebnijem obimu celokupno dotadašnje znanje o navigaciji. Prvi poznati španski priručnik iz navigacije izdat je 1519. godine pod imenom Suma de geografia. Holandski fizičar i astronom Rainer Gema Frizijus je 1530. godine u svom delu De principiis astronomiae et cosmographiae deque usu globi preporučio je i objasnio upotrebu globusa i predložio da se geografska dužina računa pomoću tačnog časovnika od meridijana koji prolazi kroz Kanarska ostrva. Portugalski geograf Petro Nuniš je 1537. godine je ukazao na plovidbu po velikoj kružnici (Ortodroma). Međutim, svi ovi predlozi su imali samo teorijski značaj, jer za njihovu primenu u praksi još nije bilo dovoljno tačnih efemerida, instrumenata i časovnika.
Jedan od najpoznatijih priručnika o navigaciji u XVI veku bio je Arte de navegar izdat 1545. godine, koji je napisao španski navigator Pedro de Medina. Ovaj priručnik je preveden na francuski, italijanski i engleski jezik i bio je veoma rasprostranjen. U Engleskoj je početkom 16. veka osnovano prvo društvo za unapređenje obalske navigacije (Trinity House), podizani su svetionici, postavljane su balisažne oznake, uveden je nadzor službe pilotiranja.
Mnogi priručnici za navigaciju su isticali da za navigaciju na velike daljine nisu podesni portolani jer ne vode računa o zaobljenosti Zemlje. Međutim, taj problem je još 1569. godine rešio Merkator prikazavši krivu Zemljinu površinu u ravni, ali je u to vreme njegova karta imala više teorijsku nego praktičnu vrednost. Trideset godina kasnije, engleski matematičar Edvard Rajt je 1599. godine u delu Certain Errors in Navigation detected and corrected dao matematičko obrazloženje projekcije i sastavio tablicu uvećanih širina za svaki lučni minut širine, čime je Merkatorovu kartu približio potrebama navigacije. U 16. veku je objavljeno i više peljara i tačnijih pomorskih karata sistematski skupljenih i povezanih u atlase, naročito za severnu i zapadnu Evropu. Najpoznatiji od njih su portugalski peljar za zapadnu obalu Afrike koji je sastavio Duarte Pereira i Spieghel der Zeevaertd Holanđanina Lukas Janszon Vaghenera sa atlasom karata, uputstvom za plovidbu uz zapadnoevropsku obalu i detaljnim podacima o kursevima, udaljenostima, morskim menama i strujama. Svakako možemo zaključiti da je XVI vek označio završetak vođenja navigacije nasumice. Tačnosti navigacije i zbrojene pozicije umnogome je doprinela primena brzinometra. Svaki kurs i na njemu prevaljeni put proračunat brzinomerom i peščanim satom kormilar je beležio kredom na viseće drvene ploče, koje su se preklapale kao listovi knjige (log board), sa kojih su podaci unošeni u brodski dnevnik.
Svi napredniji navigatori, naročito istraživači, vodili su i lične dnevnike u koje su unosili zapažanja. Ovi dnevnici su od 16. veka postali zvanični brodski dokumenti sa podacima o kursevima, prevaljenom putu, vetrovima, varijaciji brodskog kompasa i astronomskim osmatranjima. Kasnije su unošeni i podaci o zanošenju broda i podaci o strujama. Zanošenje se određivalo kompasom ili drvenim kvadrantom pričvršćenim na krmi, a varijacija azimutnim krugom na smernoj ploči.
Pošto je jedini element na koji su se pomorci pri navigaciji preko okeana mogli osloniti, bila geografska širina određena astronomskim osmatranjem, plovilo se najviše po paraleli. Ne pouzdajući se u kurseve iz portolana, navigatori su nastojali da iz polazne luke najpre stignu na paralelu luke odredišta, a zatim bi plovili istočno ili zapadno prema željenoj luci. Kako su zbog nepoznavanja geografske dužine svoje pozicije mnogi brodovi stradali, španski kralj Filip III je raspisao nagrade za pronalazak zadovoljavajućeg načina određivanja geografske dužine na moru. Nagrade su raspisale i Holandija, Portugalija i Venecija. U to vreme je engleski istrživač Dž. Dejvis prvi otkrio novi problem u navigaciji tražeći Severozapadni prolaz kroz područja koja zbog oštre konvergencije meridijana nisu mogla biti prikazana na kartama. Naime, on je uočio stalnu promenu varijacije kompasa i otežano određivanje geografske širine u polarnim predelima što je dovelo do uvođenja nove oblasti - polarne navigacije.
Početkom 17. veka, navigacija je zahvaljujući razvoju matematike, znatno napredovala i postala veština vezana za znanje matematike. Pronalaskom logaritama u navigaciji je znatno olakšano i ubrzano rešavanje problema ravne i sferne trigonometrije. Izumom nonijusa omogućeno je čitanje osmatranih visina nebeskih tela sa tačnošću od 1'. Određena je dužina jedne Milje kao dužina 1' na meridijanu, a po njoj su označene uzice brzinomera čvorovima, iz čega se razvila mera za brzinu broda po kojoj je brzina od jednog čvora ekvivalentna brzini od jedne Milje na sat. Keplerovi zakoni kretanja planeta i Njutnov zakon gravitacije omogućili su tačnije određivanje astronomskih elemenata nebeskih tela. Izum teleskopa omogućio je Galileju da otkrije četiri jupiterova satelita. To je, pak, omogućilo da se posmatranjem njihovih pomračenja odredi geografska dužina primenom efemerida Žana Kasinija. Ali, Kasinijev metod se nije održao zbog nestabilnosti brodske platforme i teškog uočavanja jupiterovih satelita na iole nemirnom moru. Problemom određivanja geografske dužine, počele su se baviti i akademije nauka. Za potrebe unapređenja astronomske navigacije podignute su Pariska opservatorija 1667. godine i Grinička opservatorija 1675. godine.
Uprkos napretka u teoriji, u praksi se navigacija vodila i dalje po starim metodama. Pri uobičajenoj plovidbi po paraleli navigator je od tačke polaska broda retko plovio po meridijanu do željene paralele. Obično je zbog skraćivanja puta plovio po dijagonalnom kursu (plovidba po srednjoj širini). U drugoj polovini 17. veka ponovo je oživela praksa određivanja približne dužine upoređivanjem geografske širine zbrojene pozicije i varijacije. U 18. veku najviše zasluga za unapređenje navigacije imala je Velika Britanija. Britanac Edmund Halej je izradio kartu sveta sa linijama jednakih varijacija koja je omogućila pretvaranje kompasnih kurseva u prave i obratno. Izum kvadranta sa duplim zracima Džona Hedlija, tablice astronomskih podataka Meseca i Sunca Johana Tobiasa Majera i nautički Almanasi (godišnjaci) omogućili su u drugoj polovini 18. veka da se pomoću Mesečeve udaljenosti od drugih nebeskih tela mogla odrediti geografska dužina sa tačnošću od 0,5º. Tu metodu je na svom prvom putovanju od 1768. do 1771. godine primenjivao Džejms Kuk. Poboljšanjem mernih instrumenata, uvođenjem sekstanta i Mesečevih tablica ova metoda je postala opšte primenljiva.
Razvoju astronomske navigacije, posebno izračunavanju geografske dužine, naročito je doprinela primena brodskog hronometra krajem 18. veka. Poboljšane su pomorske karte, a za čitav poznati svet izrađene su karte u Merkatorovoj projekciji. Na kartama je bilo sve više podataka o varijaciji, strujama, morskim menama i dubinama, a geografske dužine pojedinih mesta tačnije su određene. Opštem napretku navigacije doprineo je i nagli razvoj hidrografije, osnivanje hidrografskih instituta i izdavanje uputstava o problemima važnim za navigaciju.
U 19. veku razvoj navigacije je bio uglavnom usmeren na usavršavanje astronomske navigacije i neutralisanje delovanja lokalnog brodskog magnetizma na brodski kompas. Američki navigator Nataniel Baudič je u svom delu American Practical Navigator iz 1802. godine na popularan način objasnio i pojednostavio način računanja geografske dužine prema Mesečevoj udaljenosti od drugih nebeskih tela i time doprineo napuštanju plovidbe po paraleli. Američki pomorski oficir Tomas Samner je 1837. godine otkrio način određivanja pozicije broda po metodi stajnica, visinama nebeskog tela i to ne samo u meridijanu, već u bilo kom položaju. Sličnu metodu određivanja pozicije broda, nazvane kasnije po njemu, razradio je 1875. godine Francuz Mark Sent Iler, posle čega se prešlo na određivanje pozicije visinama dva ili tri nebeska tela istovremeno osmatranih. Hronometar i ove metode dobijanja geografske širine i geografske dužine pozicije broda potisle su u drugoj polovini XIX veka iz navigacije sve ostale metode i metode Mesečevih udaljenosti od drugih nebeskih tela. U drugoj polovini 19. veka posebna pažnja je posvećena uticaju lokalnog brodskog magnetizma na kompas i utvrđen je postupak za njegovo otklanjanje nazvan kompenzacija kompasa.
Krajem 19. veka i početkom 20. veka znatno se tehnički usavršavaju postojeći navigacioni instrumenti i uređaji kao što su brzinomer, daljinomer, dubinomer, kompas, zbirni sto itd. To je doprinelo značajno većoj tačnosti navigacije. Novostvorena vozila kao što su podmornice i vazduhoplovi uslovili su uvođenje novih vrsta navigacije - podvodnu i vazduhoplovnu navigaciju.

## Savremeno doba
Revolucionarni pomak u razvoju navigacije ostvaren je upotrebom elektronike u navigaciji. Prva primena elektronike u navigaciji ostvarena je 1903. godine davanjem vremenskih signala putem radio talasa. Sedam godina kasnije, 1910. godine, počelo se sa emitovanjem putem radio talasa obaveštenja o svim važnim navigacionim parametrima i promenama. Postavljanjem radio farova na kopnu i opremanjem brodova radio-goniometrima posle Prvog Svetskog rata, omogućena je navigacija i u uslovima smanjene vidljivosti. U Drugom Svetskom ratu navigacija na otvorenom moru je uveliko olakšana razvojem novih elektronskih navigacijskih sistema kao što su bili Deka, Gee, Konsol, Lorak, Loran i Sofar. Radar je upotpunio sigurnost navigacije, naročito u uslovima slabe vidljivosti i u uskim prolazima i omogućio utvrđivanje tačne pozicije broda. Podvodna navigacija je usavršena upotrebom zvučnih i ultra-zvučnih dubinomera, podvodnih električnih lokatora i televizijskih uređaja.
I, najzad, razvoj elektronike šezdesetih godina omogućio je lansiranje prvih veštačkih Zemljinih satelita. Sovjetski Savez lansira prvi satelit u Zemljinu orbitu 1957. godine, a prate ih i SAD koje lansiraju svoj prvi satelit 1958. godine. Po lansiranju prvih satelita u Zemljinu orbitu, pristupilo se proučavanju mogućnosti njihove upotrebe za određivanje pozicije brodova i aviona.
13. april 1960. godine je datum koji označava početak satelitske navigacije. Toga dana su SAD lansirale u Zemljinu orbitu prvi eksperimentalni satelit za navigaciju brodova - Transit 1B, a zatim i drugi. Prvi eksperimenti u vezi navigacije vazduhoplova izvršeni su 1965. godine takođe u SAD. Vazduhoplovstvo SAD se prilikom bombardovanja u Vijetnamu, pri nepovoljnim meteorološkim uslovima, za tačan dolazak na cilj ponekad koristilo podacima sa satelita. Ratna mornarica SAD je 1964. godine uvela satelitsku navigaciju u operativnu upotrebu. Do oktobra 1967. godine SAD su lansirale u Zemljinu orbitu 20 satelita tipa Transit. Istovremeno su lansirana po 3 satelita u polarnu, skoro kružnu, orbitu na visini od 11000 kilometara. Na satelitima Transit prvi put je upotrebljen nuklearni generator za dobijanje električne energije (Transit 4A i 4B sa generatorom SNAP-3, a Transit 5A-3 sa generatorom SNAP-9A od 25 vati). Sem toga, na satelitu Transit 5A-3 prvi put je uspešno primenjena tehnika stabilizacije gradijentom gravitacije. Do jula 1967. godine sistem Transit se koristio samo u vojne svrhe, a od tada je stavljen na raspolaganje i civilnim ustanovama.
Sovjetski Savez je takođe lansirao satelite za navigaciju i to 1969. godine njih četiri (Kosmos 292, 304, 312 i 315), 1970. godine šest (Kosmos 358, 371, 372, 381, 385 i 387) i 1971. godine jedanaest (Kosmos 407, 409, 422, 425, 426, 436, 437, 451, 460 i 468).
Sovjetski i američki satelitski sistemi za navođenje će kasnije prerasti u globalne navigacione sisteme. Sovjetski u GLONASS, a američki u GPS.

### Nastanak i razvoj GPS sistema
Možemo reći da je nastanak GPS sistema započeo šezdesetih godina 20. veka, razvojem navigacionog Transit sateliskog sistema. Ovaj sistem je omogućavao dvo-dimenzionalno (horizontalno) pozicioniranje. Određivanje geografske pozicije sa tačnošću od 200 metara putem Transit sistema zahtevalo je poznavanje visine na kojoj se vrši merenje kao i model korisnikovog kretanja prilikom utvrđivanja pozicije radi integrisanja Doplerovog pomaka satelitskog signala (promena u frekvenciji primljenog signala uzrokovana promenom razdaljine do satelita) prilikom prolaska ispod satelita.
Drugi navigacioni sistem baziran na Timation satelitima koji su nosili stabilne časovnike (kvarc, rubidium i cezijum) pratio je razvoj satelitske navigacije šezdesetih i sedamdesetih godina 20. veka i bio je preteča preciznog merenja vremena na GPS satelitima.
GPS sistem je započet kao test program 1973. koristeći zemaljske radio predajnike u američkoj vojnoj bazi u Jumi (Arizona), kasnije proširen ranim verzijama GPS satelita od kojih je prvi lansiran 1978. godine. Tokom 1980. godine, iako još uvek nije bio potpuno operativan i u punoj funkciji, iako je zahtevao vrlo pažljivo planiranje misija da bi se poklopile sa vremenom dostupnosti satelita, ipak se sve više koristio, kako od strane vojnih, tako i od strane civilnih struktura. Zbog toga možemo reći da se nastanak GPS sistema vezuje za 1980. godinu.
Kopnena, vazdušna i pomorska navigacija, precizno pozicioniranje i precizno merenje vremena su imale ograničenu primenu tokom inicijalne faze raspoređivanja segmenata GPS sistema. Do 1989. godine lansirano je u Zemljinu orbitu deset razvojnih satelita nazvanih zajedničkim imenom Block I satellites. Kako su GPS sateliti imali precizne vremenske reference, do 1990. godine 43 laboratorije kojima je bilo potrebno precizno vreme su počele da koriste GPS sistem za sinhronizaciju svojih atomskih časovnika. Sledećih godina, do 1994. godine u Zemljinu orbitu je lansirano još 24 operativna satelita nazvanih Block II Space Vehicles i Block IIA Space Vehicles. Od ovih naziva je nastala skraćenica za GPS satelite "SVs". Block IIA sateliti mogu da prime podatke za 14 dana unapred za slučaj da izgube kontakt sa zemaljskim kontrolnim stanicama i mogu raditi 180 dana sa degradiranim performansama navigacionih prijemnika. Sledeća generacija GPS satelita Block IIR imala je mogućnost da održava precizno vreme bez kontakta sa zemaljskim kontrolnim stanicama za period do 210 dana tako što razmenjuje podatke sa drugim GPS satelitima.
U decembru 1993. GPS sistem je dostigao inicijalnu operativnost sa minimumom od 24 satelita u Zemljinoj orbiti. Na dan 17. jul 1995. američko ratno vazduhoplovstvo je objavilo da je GPS sistem zadovoljio sve zahteve i postigao punu operativnost sa 24 satelita tipa Block II u Zemljinoj orbiti. Od tada GPS sistem ima kontinualnu punu operativnost i broj vojnih i civilnih korisnika neprestano raste. Krajem devedesetih godina XX veka preko 50 kompanija u svetu je proizvodilo više od 300 vrsta GPS risivera čime je GPS sistem postao dostupan celom svetu i postao globalni navigacioni sistem dostupan svim navigatorima, geodetima, geolozima, ljudima koji se bave merenjem vremena i frekvencije, kao i milionima rekreacionih korisnika širom sveta.
Kako je GPS sistem kontrolisan i održavan od strane Ministarstva odbrane SAD, ovo telo je postavljalo i postavlja uslove pod kojim se GPS sistem koristio i koristi. Pored određene zakonske regulative koja pokriva ovo područje, doneto je i više podzakonskih akata od strane američke administracije koji regulišu ovu oblast. 1977. godine Ministarstvo saobraćaja SAD je donelo National Plan for Navigation kojim se utvrdio plan da NAVSTAR GPS grupa korisnika treba da uključi 27.000 vojnih GPS risivera. Iako je potencijal civilnih korisnika bio uočen, ovaj dokument nije uključivao plan i za civilne GPS servise. Devet godina kasnije, 1986. godine Ministarstvo odbrane i Ministarstvo saobraćaja SAD su objavili da GPS sistem od tada mogu da koriste svi civilni korisnici širom sveta bez vremenskog ili prostornog ograničenja, ali sa ograničenom preciznošću na 100 metara sa 95% verovatnoćom tačnosti. U ovom dokumentu je tačnost pozicije određena kao dvostruka standardna devijacija radijalne greške ili 2drms (2 distance root mean squared) sa 95% verovatnoće tačnosti.
Još jedan dokument iz 1986. je vrlo bitan za određenje korišćenja GPS sistema, a to je Comprehensive Global Positioning System User Policy, izdat od strane Ministarstva odbrane i Ministarstva saobraćaja SAD, koji definiše servise za korišćenje GPS sistema i to vojni Precise Positioning Service (PPS) i civilni "sa nižim stepenom tačnosti" Standard Positioning Service (SPS). Standardni pozicioni servis (SPS) je definisan kao GPS servis sa standardnim nivoom preciznosti utvrđivanja pozicije i tačnog vremena sa tačnošću od 100 metara (95%) pri utvrđivanju pozicije, 156 metara (95%) pri utvrđivanju altitude i 340 nano sekundi (95%) u odnosu na UTC pri utvrđivanju vremena. Precizni pozicioni servis (PPS) je definisan kao GPS servis ograničen na korisnike koji imaju odobrenje administracije SAD i koji poseduju P(Y)-code kompatibilne vojne GPS risivere. Ovaj servis pruža tačnost od 22 metra (95%) pri određivanju horizontalne pozicije, 27,7 metara (95%) pri određivanju altitude i 200 nano sekundi (95%) u odnosu na UTC pri utvrđivanju vremena. Time je uvedena namerna degradacija signala Standardnog Pozicionog Servisa (SPS) nazvana Selective Availability (SA). Ova degradacija se sastoji kontrolisanoj promeni vremenske varijacije. Selektivna raspoloživost (SA) je kontrolisana od strane Ministarstva odbrane SAD u cilju ograničenja tačnosti za korisnike koji nisu autorizovani od strane administracije SAD. Iako je potencijalna tačnost C/A koda oko 30 metara, ona je redukovana na 100 metara (dvostruka standardna devijacija). Degradacija vremena na svakom satelitu je različita, pa je tako određivanje pozicije u funkciji sa degradacijom signala na svakom od satelita koji se koristi za određivanje pozicije. Pošto se ova degradacija menja vrlo sporo u ciklusima od nekoliko sati, ne može se odrediti uspešno srednja vrednost pozicije bez konstantnog merenja u trajanju od nekoliko sati.
Predsedničkom direktivom Predsednika SAD 1996. je osnovan The Interagency GPS Executive Board (IGEB) sa zadatkom da upravlja Globalnim Pozicionim Sistemom (GPS-om) kao nacionalnim dobrom SAD. Ovo telo je satavljeno od predstavnika Ministarstva odbrane i Ministarstva saobraćaja SAD, a članovi su i predstavnici drugih ministarstava kao i NASA-e.
Najvažniji trenutak, sa gledišta civilnog korišćenja GPS-a, nastupio je na dan 2. maja 2000. kada je Predsednik SAD doneo dekret kojim se ukida namerna degradacija GPS signala kod Standardnog pozicionog servisa (SPS) korišćenjem "Selektivne raspoloživosti", odnosno SA.

### Globalni navigacioni sistemi današnjice
U svetu trenutno postoje četiri globalna satelitska sistema. To su GPS, GLONASS, Compass i Galileo.
Za sada su operativni američki GPS i ruski GLONASS, a kineski Compass i evropski Galileo su još u fazi razvoja.

## Budućnost navigacije
Dalji tehnološki razvoj će zasigurno omogućiti mnogo precizniju navigaciju u svim segmentima ljudskog života na svakom, čak i najzabačenijem mestu na našoj planeti. Usavršavanje navigacije će se istovremeno prenositi i na navigaciju van naše planete - na navigaciju u svemiru.
Naši potomci se neće orijentisati prema zvezdama kao naši preci, već među zvezdama u dubokom svemiru ...

## Spoljašnje veze
- „Амерички практични навигатор" Nathaniela Bowditcha (.pdf)
- "Navigacija"